# Jan Asselijn

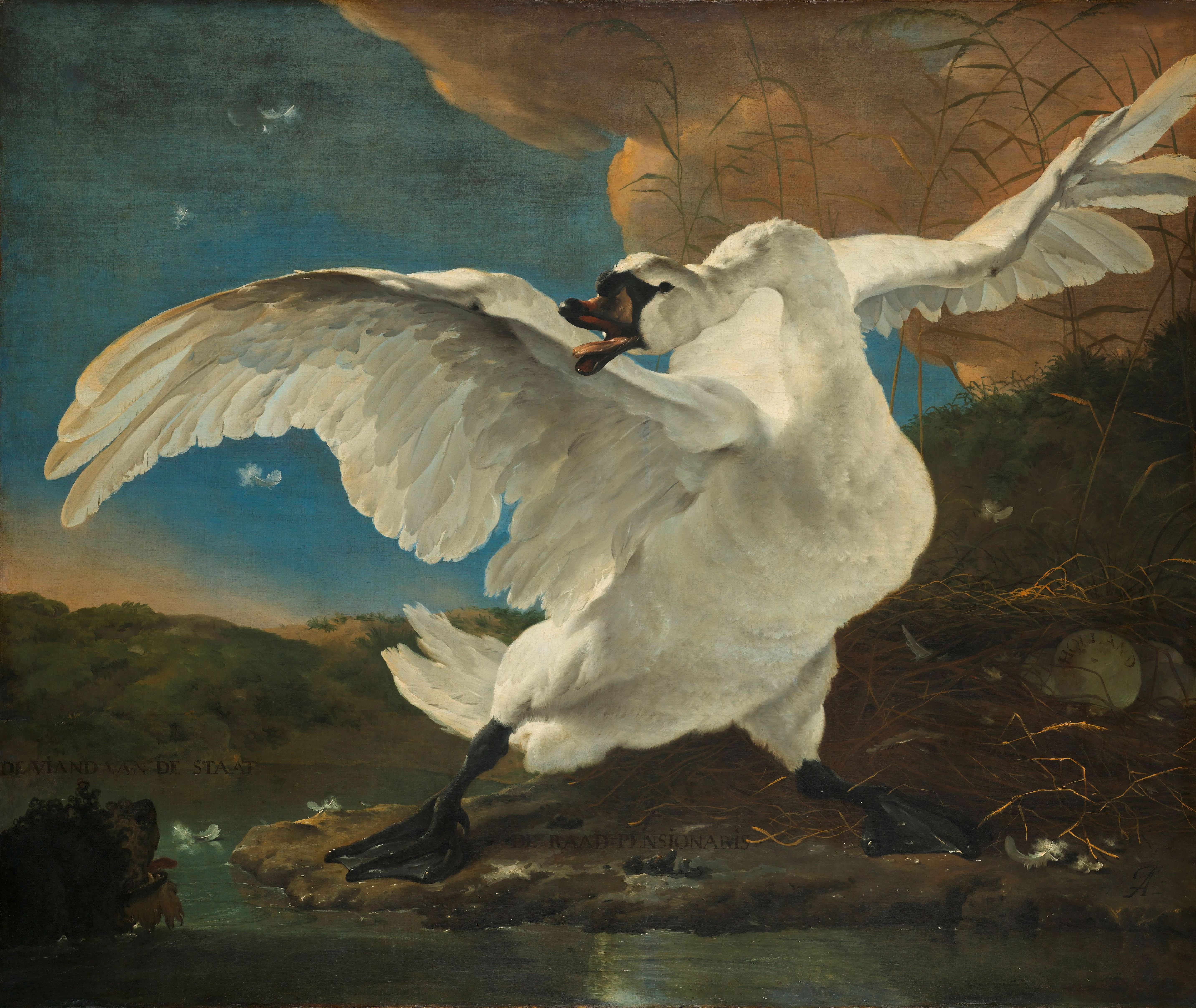
Jan Asselijn, Spłoszony łabędź, ok. 1640–1652, Rijksmuseum, Amsterdam

Jan Asselijn lub Asselyn (ur. ok. 1610 w Dieppe, Francja lub w Diemen pod Amsterdamem, zm. 28 września 1652 w Amsterdamie) – holenderski malarz zwierząt, pejzażysta i batalista pochodzenia francuskiego. Początkowo malował sceny jeździeckie i batalistyczne.
W roku 1621 rodzina Jana Asselijna przeniosła się z Francji do Amsterdamu. Asselijn został uczniem Esaiasa van de Velde. W latach 1635–1642 przebywał w Rzymie, gdzie został członkiem zrzeszenia malarzy niderlandzkich. Przebywał też w roku 1640 we Florencji, gdzie uczył młodego Jacques’a Courtois malarstwa batalistycznego.
Zajmował się głównie malarstwem krajobrazowym, a także malarstwem batalistycznym i malowaniem zwierząt. W pejzażach łączył motywy rodzimej przyrody z elementami pejzażu włoskiego w tle. W jego malarstwie widoczny jest wpływ Claude Lorraina, z którym spotkał się w Rzymie. Do jego uczniów należał Frederik de Moucheron. Żywe kolory w jego pejzażach przypominają malarstwo Jana Botha.

## Wybrane prace
- Pejzaż włoski, Amsterdam,
- Ujście rzeki, Gray,
- Scena pastoralna, Drezno,
- Spłoszony łabędź lub Zagrożony łabędź broni swego gniazda niekiedy interpretowany jako alegoria holenderskiego oporu przeciwko okupantom hiszpańskim[3].

## Literatura
- Giancarlo Sestieri: Battle Painters. Italian and Foreign Masters of the XVII and XVIII centuries, Roma 1999.
- Robert Genaille (red.), Słownik malarstwa holenderskiego i flamandzkiego, Warszawa: Wydawnictwa Artystyczne i Filmowe, 1975, s. 37–37.